# Домініка Торн
Домініка Торн (англ. Dominique Thorne; 11 травня 1997, Нью-Йорк) — американська акторка. Вона знялася у фільмах «Якби Біл-стріт могла заговорити» (2018) та «Юда і чорний месія» (2021). 2022 року Домініка Торн почала грати персонажку коміксів Marvel Comics Залізне серце в повнометражному фільмі «Чорна пантера: Ваканда назавжди», що входить до кіновсесвіту Marvel, а також зіграє в майбутньому телесеріалі Disney+ «Залізне серце» у 2023 році.

## Біографія
Домінік Торн народилася 11 травня 1997 року в Нью-Йорку в родині Нерісси Ґай та Наві Ґай, які є іммігрантами з Тринідаду. Має двох братів, Кай-Мані та Калеба.
Торн відвідувала Професійну школу виконавських мистецтв на Мангеттені, де вона формально вивчала драматичний театр. У випускному класі школи вона стала лауреаткою премії Young Arts Award 2015 року в галузі розмовного театру, а також стипендіаткою Президента США в галузі мистецтв, яку щорічно присуджує Білий дім. Після подачі заявок до низки університетів на академічні та мистецькі програми, Торн обрала навчання в Корнелльському університеті. Наступного року здобула ступінь бакалавра за спеціальністю «Дослідження нерівності». Перед закінченням навчання у травні 2019 року стала членом таємного товариства старшокурсників «Голова Сфінкса». З 2020 року разом із сім'єю проживає у штаті Делавер.

## Фільмографія

### Кіно
| Рік  | Назва                             | Роль                         | Примітки |
| ---- | --------------------------------- | ---------------------------- | -------- |
| 2018 | «Якби Біл-стріт могла заговорити» | Шелія Гант                   |          |
| 2021 | «Юда і чорний месія»              | Джуді Гармон                 |          |
| 2022 | «Чорна пантера: Ваканда назавжди» | Рірі Вільямс / Залізне серце |          |
| 2024 | «Дивацькі історії»                | Барбі                        | [ 7 ]    |

### Телебачення
| Рік  | Назва           | Роль                         | Примітки                                                |
| ---- | --------------- | ---------------------------- | ------------------------------------------------------- |
| 2024 | «А що як...?»   | Рірі Вільямс / Залізне серце | Епізод: "What If... the Emergence Destroyed the Earth?" |
| 2025 | «Залізне серце» | Рірі Вільямс / Залізне серце | мінісеріал Disney+                                      |
| 2025 | «Marvel Зомбі»  | Рірі Вільямс / Залізне серце | Поствиробництво                                         |